# Josep Segura Sanfeliu
Josep Segura Sanfeliu (Ciutadilla, Urgell, 1919) és un polític català.

## Trajectòria
Diplomat en graduat social i en gestió empresarial, ha treballat com a empresari en el sector agrícola. Ha estat secretari de la Federació Catalana de Fruites i Productes Hortícoles (1966) i assessor provincial de la xarxa provincial d'expenedors de tabac.
Políticament, durant la dècada de 1950 fou secretari de l'anomenada "Vieja Guardia" i durant la transició democràtica va militar a Aliança Popular, en fou vicesecretari a Barcelona i fou elegit diputat a les eleccions generals espanyoles de 1982. Fou vocal de la Comissió de Política Social i d'Ocupació del Congrés dels Diputats.